# Thomas Putnam
Thomas Putnam (12 de marzo de 1652, Salem (hoy Danvers), Massachusetts-24 de mayo de 1699, Salem (hoy Danvers), Massachusetts) fue un residente de Salem Village y uno de los principales acusadores durante los Juicios de Salem.

## Vida
Su padre, el teniente Thomas Putnam, Sr. (1615-1686) era uno de los ciudadanos más acomodados de Salem, pero su hijo Thomas Putnam, Jr. fue excluido en parte de su herencia por su padre y por su suegro. Su medio hermano Joseph obtuvo una parte mayor en la herencia y se casó dentro de la familia rival Porter, aumentando la animosidad entre ambas.
Putnam, su esposa y una de sus hijas, Ann Putnam, Jr. acusaron de brujería a numerosos miembros de la familia Porter y testificaron contra ellos durante los juicios. Él fue el responsable de la acusación de 43 personas y su hija fue la responsable de 62.
Thomas y su esposa tuvieron doce hijos, dos de los cuales murieron muy niños, y fallecieron en 1699 dejando diez huérfanos.

## Ficción
En su obra teatral El Crisol (1953), Arthur Miller lo muestra como el padre de Ruth Putnam, afligida del mismo modo que Betty Parris. Su esposa ha perdido siete hijos en el parto y para remediarlo, deciden recurrir a la brujería. Aparece en el acto 1 y es mencionado en el acto 3. Thomas pone al reverendo Parris de su lado, convenciéndolo de que es la brujería lo que está atormentando a la comunidad y utiliza los juicios para conseguir la tierra de otros aldeanos, como Giles Corey. Más adelante, Corey lo pone en evidencia ante el tribunal.